# Marathon (игра, 2025)
Marathon — многопользовательская компьютерная игра в жанре шутера от первого лица, разрабатываемая компанией Bungie. Проект, анонсированный в мае 2023 года, является перезапуском серии Marathon, которую Bungie выпускала в 1990-х годах. Игра — многопользовательский «шутер с эвакуацией» в духе Escape from Tarkov — сталкивает команды игроков на картах со множеством ценных предметов и опасностей. Каждая команда игроков стремится собрать предметы и благополучно покинуть карту, но им противостоят и враждебные игроки, и управляемые компьютером противники. Выход игры, первоначально запланированный на 23 сентября 2025 года для платформ PlayStation 5, Windows и Xbox Series X/S, был отложен на неопределённый срок.

## Сюжет
Marathon — многопользовательский шутер с эвакуацией; игрок управляет персонажем с видом от первого лица. Действие игры происходит в научно-фантастической вселенной в 2850 году на планете Тау Кита IV. Ранее земная экспедиция с корабля UESC Marathon, выстроенного внутри Деймоса — бывшего спутника Марса — основала на планете колонию. В результате таинственного события первые колонисты погибли, оставив после себя заброшенное поселение.
Много лет спустя различные враждующие друг с другом группировки используют наёмников-«бегунов», которые должны высаживаться на планете и добывать ценные артефакты, данные и ресурсы. Бегуны покинули свои человеческие тела и используют для вылазок искусственные «биосинтетические оболочки» — кибернетические тела с уникальными способностями и характеристиками.

## Игровой процесс
В ходе каждого матча игроки высаживаются на общей карте со множеством зон и точек интереса, должны найти на ней ценные предметы и успешно добраться с ними до точки эвакуации. Если персонаж погибнет, все предметы — и найденные во время матча, и снаряжение, с которым персонаж высадился на карту — остаётся на месте его смерти. Если все члены команды погибнут, всё предметы и снаряжение будут потеряны навсегда. Разные команды игроков враждебны друг другу, и игровой процесс во многом строится на сражениях между игроками, хотя на картах могут присутствовать и противники, управляемые искусственным интеллектом. Это позволяет описывать игру как PvPvE — «игрок против игрока против окружения». В матчах могут участвовать до шести команд, состоящих из трёх игроков (всего 18 игроков). В Marathon можно играть в одиночку или в паре, однако такой подход ставит игроков в невыгодное положение по сравнению с полной командой из трёх игроков. Для успеха важна тактика и координация в команде.
В Marathon нет однопользовательской кампании, как в предыдущих играх серии, но она включает в себя развивающиеся со временем нарративные элементы, на которые влияют действия и решения игроков с течением времени. Эти изменения происходят в рамках сменяющих друг друга «сезонов» и мероприятий, причём игра должна использовать сезонную модель, схожую с Diablo IV: с приходом нового сезона игроки теряют все собранные в прошлом сезоне предметы и улучшения и должны начинать всё заново с изменившейся «метой». Игроки могут гибко настраивать своих персонажей, включая различные комбинации оружия, снаряжения и способностей. Marathon включает в себя полностью кроссплатформенную игру и функцию кросс-сохранения — игру, начатую на одной платформе, можно продолжать на другой.

## Разработка
Marathon — первая крупная новая игра Bungie с момента вхождения в состав Sony Interactive Entertainment в 2022 году. До этого Bungie более десяти лет занималась исключительно играми серии Destiny. Действие Marathon происходит в той же вселенной, что и действие более старых игр серии Marathon, которые Bungie выпускала в 1990-х годах. Bungie представила проект на мероприятии PlayStation 2023 Showcase 24 мая 2023 года.
В августе 2024 года компания Bungie провела реструктуризацию и сократила около 17 % сотрудников — это повлияло на сроки разработки Marathon. В 2024 году Bungie уволила и руководителя разработки игры Криса Барретта — сотрудницы-женщины обвиняли его в «неподобающем поведении».
По словам Джо Циглера, сменившего Барретта на посту руководителя разработки, Marathon не призвана заменить собой Destiny 2, предыдущую и всё ещё поддерживаемую игру Bungie, и её не стоит рассматривать как Destiny 3: игры серии Destiny в первую очередь ориентирована на сражения игроков против окружения (PvE), а не на сражения игроков друг против друга (PvP). Для поклонников Destiny 2, которых не привлекают сражения с другими игроками, она может оказаться неинтересной.
Bungie опубликовала в качестве трейлера игры короткометражный анимационный фильм, поставленный испанским режиссёром Альберто Мьельго. В отличие от нескольких других многопользовательских игр, ранее выпущенных Sony, для игры в Marathon на платформах Windows или Xbox не нужна учётная запись PlayStation Network.
Первоначально выход Marathon для платформ PlayStation 5, Xbox Series X/S и Windows был запланирован на 23 сентября 2025 года, однако на фоне проблем разработки дата выхода была отложена на неопределённый срок.